# Африканский коростель
Африканский коростель (лат. Crecopsis egregia) — птица семейства пастушковых. Населяет различные открытые и полуоткрытые ландшафты в Африке к югу от Сахары, в том числе окультуренные. Многочисленная, местами обычная птица. Обилие и достаточная высота травяного покрова являются одними из ключевых факторов выбора места обитания. В областях с ярко выраженным сезонным колебанием атмосферных осадков, где в засушливое время года трава выгорает, птицы, как правило, мигрируют в сторону более влажного экваториального пояса.
Это небольшая, размером со скворца, птица с коротким красноватым клювом, красными глазами и короткими закруглёнными крыльями. Верх чёрный с коричневыми пестринами, передняя часть шеи и грудь голубовато-серые, бока и брюхо в чёрно-белых полосках (играют роль маркера при общении). Над глазом развита широкая светлая полоса. Из широкого голосового репертуара особенно выделяется серия быстрых вибрирующих звуков, передаваемая как «кррр»; она используется для помечания участка и подзыва самки. Африканский коростель активен днём, часто в сумерках или пасмурную погоду. Территориален в течение года, между обитающими по соседству птицами нередки стычки.
Размножается в сезон дождей, гнездо в форме неглубокой травяной чаши устраивает в углублении на земле, часто под прикрытием пучка травы или небольшого куста. Питается разнообразными беспозвоночными, лягушками, рыбой, семенами трав. В целом благополучный вид, основными факторами риска называют развитие сельского хозяйства, осушение болот и урбанизацию.

## Систематика
Семейство пастушковых, к которому относится африканский коростель, объединяет около 150 видов небольших и среднего размера птиц, ведущих преимущественно околоводный или водный образ жизни. Большинство видов и наиболее примитивные формы обитают в тропиках Старого Света, что говорит в пользу теории о происхождении и диверсификации семейства именно в этой области. Тем не менее, ни имеющиеся палеонтологические находки, ни молекулярные данные не дают ответа на этот вопрос.
Видовое название egregia происходит от латинского слова egregius в значении «отличный, превосходный, блистательный». Научное описание вида составил немецкий натуралист Вильгельм Петерс в 1854 году, назвав его Ortygometra egregia. Положение вида в составе рода Ortygometra Leach, 1816 не было принято, и долгое время птицу относили к монотипному роду Crecopsis, выделенному англичанином Ричардом Шарпом в 1893 году. Другие авторы классифицировали вид в составе рода Porzana, подчёркивая её внешнее сходство с пепельногорлым погонышем (Porzana albicollis). Более современные источники, как правило, рассматривали 2 вида в составе рода Crex: обыкновенного и африканского коростелей, называя и в морфологическом, и в филогенетическом отношении наиболее близкую к ним группу птиц — погонышей. Ближайшей родственной птицей африканского коростеля долгое время считался (обыкновенный) коростель (Crex crex), гнездящийся в Евразии и зимующий в Африке. Вместе с тем, в XXI веке было показано, что африканский коростель образует подкладу вместе с бурым пастушком (Rougetius rougetii).

## Описание

### Внешний вид
Небольшая коренастая птица с короткими закруглёнными крыльями и коротким конусообразным клювом. Заметно мельче обыкновенного коростеля: общая длина 20—23 см, размах крыльев 40—42 см, масса 92—141 г. Перья верхней половины туловища, включая крылья и хвост, окрашены двухцветно: центральная тёмно-бурая часть опахал сочетается со светлыми коричневато-оливковыми вершинами. Темя окрашено так же, как и спина; затылок и задняя часть шеи однотонные светло-коричневые; остальная часть головы, горло и грудь голубовато-серые. От основания клюва над глазом развита светлая полоса. Брюхо и бока полосатые чёрно-белые.
Радужина красная, клюв красноватый, ноги серые или светло-коричневые. Половой диморфизм незначительный, проявляется в меньших размерах и более тусклой окраске самки, у которой к тому же рисунок головы выглядит более размытым. У птиц первого года жизни верх более тёмный и блёклый, развитие полос на боках и брюхе выражено слабее, клюв тёмный, радужина серая. В отличие от других птиц открытых пространств, таких как лысух и камышниц, у африканского коростеля белое пятно на подхвостье, выполняющее роль цветового маркера, отсутствует.
В пределах ареала более или менее похожие виды — капский пастушок (Rallus caerulescens) и погоныш. У капского пастушка клюв заметно более длинный и тонкий, у погоныша на спине развиты белые пятна и полоски, клюв окрашен в жёлтый цвет, ноги зеленоватые, полосатый рисунок на брюхе менее контрастный. У летящего погоныша по переднему краю крыла заметно белое поле, которого нет у коростеля.

### Голос

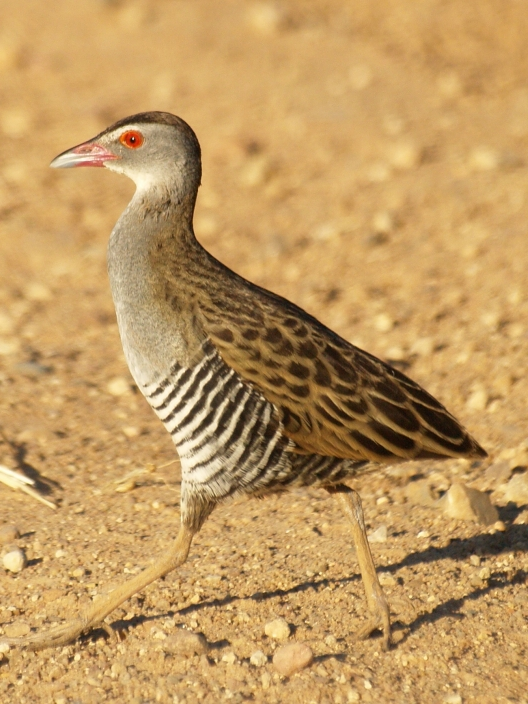

Как и другие пастушковые, африканский коростель обладает богатым голосовым репертуаром. Территориальный и призывный крик самца — серия трескучих звуков «кррр», повторяемых два или три раза в секунду на протяжении нескольких минут. Чаще всего его можно услышать в светлое время суток в брачный период. Иногда птица продолжает кричать с наступлением темноты либо начинает ещё до рассвета. Токующий самец, как правило, стоит на месте, выпрямляется и вытягивает шею либо кричит на лету или бегу при преследовании конкурента. Другой характерный звук, на этот раз громкое и резкое «кип», издают особи обоего пола при появлении опасности или в конфликтной ситуации с соседями. С началом насиживания птицы затихают, но после распада выводков возобновляют территориальную вокализацию. Особенно шумно ведут себя птицы в районах с высокой плотностью поселений. Человек с помощью манка может имитировать ещё один хриплый звук коростеля, который обычно ассоциируется с угрозой или спариванием; услышав звук манка, коростель приближается на расстояние до 10 м.
Вокализация африканского коростеля, в особенности призывный крик самца, заметно отличается от вокализации других близких видов — обыкновенного коростеля, полосатого погоныша и погоныша-крошки. Зимующий в Африке обыкновенный коростель в это время года молчалив.

## Распространение

### Ареал
Африканский коростель распространён в Африке к югу от Сахары. Северная окраина ареала примерно соответствует линии, соединяющей Сенегал и Кению, южная проходит через южно-африканскую провинцию Квазулу-Натал. Птица отсутствует в засушливых и полузасушливых районах южной и юго-западной Африки, где годовое количество осадков не превышает 300 мм, а также на Мадагаскаре. Местами обычна, но практически не встречается в сплошных влажных тропических лесах и полупустынях с оголённой почвой. Почти вся южно-африканская популяция — около 8 тыс. птиц — сосредоточена в провинции Квазулу-Натал и бывшей провинции Трансвааль, в том числе на территории Национального парка Крюгера и водно-болотного парка Исимангалисо. Случайные залёты известны в южной Мавритании, южном Нигере, Лесото, на севере и востоке Капской провинции и в Северо-Западной провинции ЮАР, а также в южной Ботсване. Изредка гнездится на острове Биоко (Экваториальная Гвинея), по два раза была замечена на острове Сан-Томе и острове Тенерифе (последний случай единственный, относящийся к Западной Палеарктике). Ископаемые находки свидетельствуют о том, что ранее в голоцене, когда климат был более влажным, коростель обитал на севере континента — в области, которую в настоящее время занимает пустыня Сахара.

### Характер пребывания
Вид является частично перелётным. Несмотря на тот факт, что африканский коростель менее скрытен по сравнению с другими родственными видами, характер его перемещений сложный и недостаточно изучен; по этой причине выводы о районах, откуда птица мигрирует по окончании размножения, во многом условны и основаны на косвенных признаках. Известно, что коростель гнездится во влажный сезон года, и многие особи покидают экваториальный пояс тогда, когда в других областях травяной покров достигает приемлемой для устройства гнезда высоты. Массовое перемещение в южном направлении происходит в основном с ноября по апрель. Когда наступившая сухая погода выжигает траву, направление миграции меняется на противоположное. В Экваториальной и отчасти Западной Африке большинство птиц живут оседло либо кочуют на небольшие расстояния, концентрируясь в наиболее влажных районах. В Нигерии, Сенегале, Гамбии, Кот-д’Ивуаре и Камеруне коростели, как правило, только гнездятся, но не зимуют. Мигрируют в ночное время небольшими, до 8 особей, группами. В Южной Африке как минимум часть птиц остаётся в сухое время года, если высота травы позволяет вести скрытый образ жизни.

### Места обитания

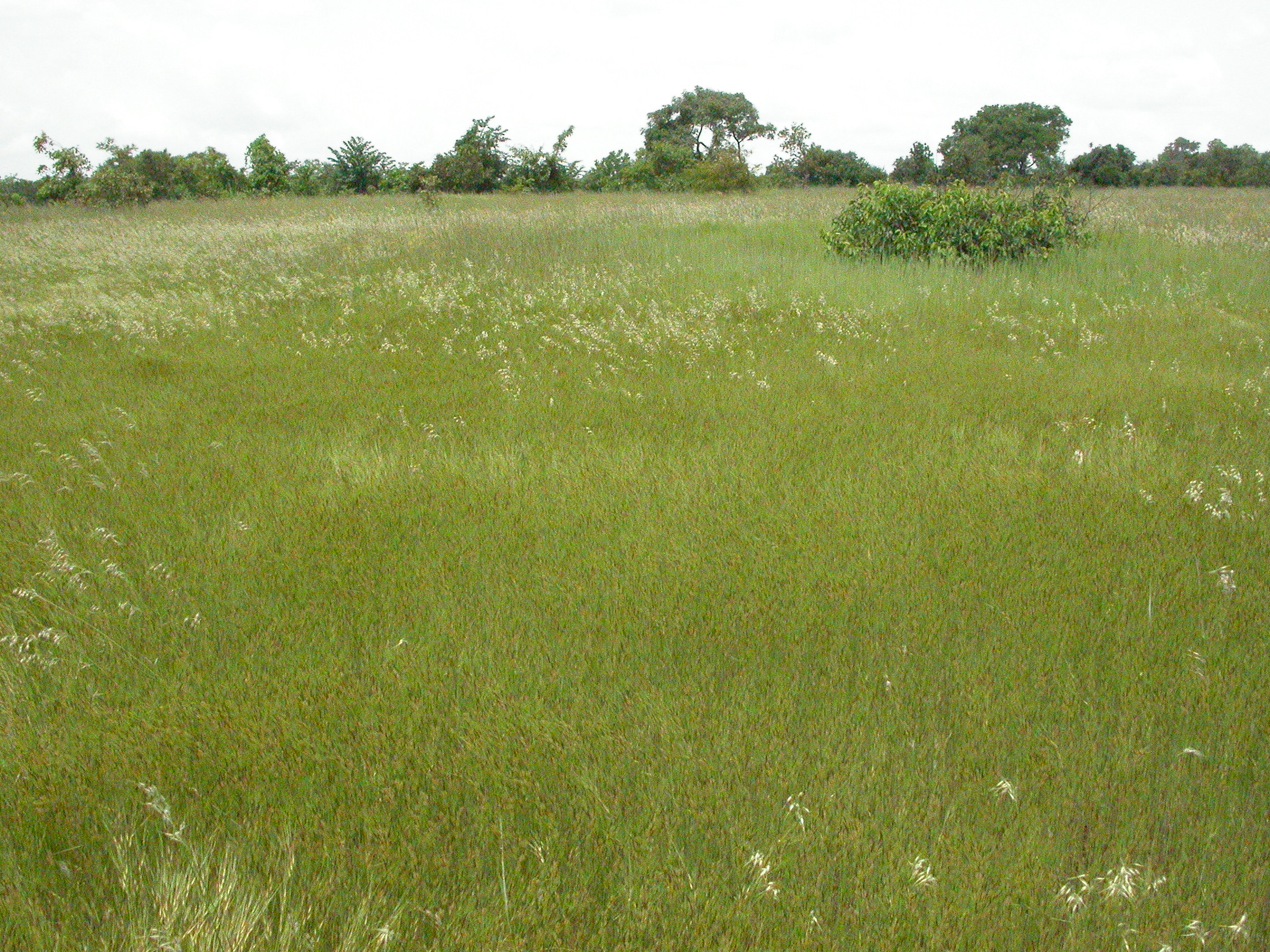
Травянистая саванна — типичное место обитания. Снимок сделан в Буркина-Фасо

Населяет различные ландшафты с травянистой растительностью от влажных лугов по окраинам болот и временных разливов до саванн, редколесий и лесных опушек. Часто встречается на полях, где выращивают кукурузу, рис или хлопчатник, на заброшенных фермах и плантациях сахарного тростника возле водоёмов. Селится в местах, где высота травы варьирует от 30 см до 2 м, в большинстве случаев до 1 м. В сравнении с обыкновенным коростелём отдаёт предпочтение более влажным участкам с не такой высокой травой, в гнездовой период часто вблизи зарослей кустарника или термитников. Как правило, встречается от 0 до 2000 м над уровнем моря, в редких случаях и выше. Согласно одному наблюдению в Восточной Африке, средний размер кормовой территории в гнездовой период около 2,6 гектара и 1,97—2,73 гектара в остальное время года. Самая большая плотность гнездовий зафиксирована во влажных лугах — например, в дельте реки Окаванго в Ботсване.

## Образ жизни
Активен днём, особенно в сумерках, во время мелкого дождя или после сильного ливня. В сравнении с другими близкородственными видами менее скрытен, нередко появляется на открытых участках, в том числе на дорожных обочинах. Привыкшая к дороге птица обычно подпускает автомобиль на расстояние до одного метра, при приближении ближе перелетает на расстояние не более 50 м. В случае опасности предпочитает переместиться на влажный участок или спрятаться за кустом, прижимаясь к грунту. От собак спасается бегством по земле, используя быстрые ноги и манёвренность, при этом туловище держит почти горизонтально. Нередко прячется в углублениях грунта под прикрытием дерновины.
Территориален в течение года. В конфликтной ситуации самец принимает угрожающую позу — выпрямляется, взъерошивает перья на брюхе и боках, демонстрирует сигнальные полосы. Конкурирующие за территорию самцы ходят друг возле друга, одна из птиц может наброситься на другую. На границе участков нередки драки, во время которых птицы прыгают и пытаются клюнуть противника. Сопровождающие самцов самки также могут конфликтовать с другими самками, особенно если самец проявляет к ним интерес. При этом перья на брюхе самок не так сильно взъерошены, как у самцов.

### Питание
Из животных кормов питается главным образом различными беспозвоночными: земляными червями, улитками, моллюсками, насекомыми на всех стадиях развития. Из последних преобладают термиты, муравьи, жуки и кузнечики. Иногда ловит мелких лягушек и рыбу. Растительная пища представлена семенами и побегами трав.
Корм добывает как в густой траве, так и на открытом пространстве, подбирая его с поверхности земли и растений. Иногда в поисках пищи погружает клюв в мягкий или твёрдый грунт либо склёвывает добычу с поверхности воды. Быстро бегающих насекомых преследует. Время от времени птица кормится на полях риса, кукурузы или гороха, однако существенного вреда урожаю не приносит. Держится в одиночку или небольшими семейными группами, часто в компании дупелей, перепелов Coturnix adansonii и обыкновенных коростелей. Птенцы выкармливаются животной пищей. Как и многие другие птицы, глотает мелкие камешки, которые помогают перемалыванию пищи в желудке.

### Размножение
Сроки размножения привязаны к дождливому сезону, начало которого варьирует на разных широтах. В брачный период характерно преследование самки самцом, во время которого первая кудахчет, а второй бежит с выпрямленным телом и вытянутой шеей. Готовая с спариванию самка останавливается и опускает голову; сам процесс копуляции длится несколько секунд, но повторяется несколько раз в течение часа.
Гнездо чашеобразное, неглубокое, свито из травинок, иногда имеет слабо выраженный навес. Оно может быть устроено в понижении рельефа (яме), спрятано под пучком травы или небольшого куста. Встречаются гнёзда на кочках посреди разлива и даже плавающие. Диаметр гнезда около 20 см, диаметр лотка 11—12 см, глубина лотка 2—5 см. В течение суток в гнезде появляется лишь одно новое яйцо, полная кладка содержит от 3 до 11 яиц, окрашенных в розоватый цвет. Строительство гнезда и откладывание происходит одновременно: первое яйцо появляется в гнезде ещё тогда, когда оно представляет собой плоскую травянистую платформу. Насиживают оба родителя. Первый птенец появляется на свет через 14 дней после начала насиживания, остальные в течение двух последующих суток. Птенцы выводкого типа, при вылуплении покрыты чёрным пухом. Едва обсохнув, они покидают гнездо и следуют за родителями, которые по очереди выкармливают и обогревают их. Способность к полёту проявляется в возрасте четырёх или пяти недель, когда птицы ещё не достигли размеров своих родителей. Сведения о второй кладке за сезон отсутствуют.

## Природные враги
Основные природные враги коростеля — представители семейства кошачьих и птицы: леопард, сервал, домашняя кошка, черношейная цапля, тёмный певчий ястреб, африканский ястребиный орёл (Aquila spilogastra) и серебристый орёл. В Южной Африке за птенцами птицы охотится ядовитая змея бумсланг. Застигнутый врасплох коростель прежде, чем улететь, подпрыгивает высоко вверх — полагают, что такая тактика помогает спастись от змей и наземных хищников.
Коростель страдает он некоторых паразитов, среди которых называют клещей из семейства Ixodidae и пухоеда Metanalges elongatus.

## Природоохранный статус
По данным специалистов из организации BirdLife International и Международного союза охраны природы, площадь ареала африканского коростеля составляет около 11,7 млн км². Оценок общей численности не производилось, однако птица на большей части ареала многочисленна и стабильна. В районах, где произошло значительное изменение ландшафтов вследствие интенсивного выпаса скота, распашки земель и осушения болот, коростели либо исчезли вовсе, либо их популяция резко сократилась. Одним из таких районов считается полоса побережья в южно-африканской провинции Квазулу-Натал, которая в последние столетия была сильно урбанизирована, а часть земель использована под плантации сахарного тростника. С другой стороны, вырубка лесов с образованием травянистых пространств благоприятно действует на существование вида. Мясо коростеля съедобно, и в некоторых странах на птицу охотятся. Несмотря на перечисленные негативные факторы, коростель в Красной книге имеет статус таксона наименьшего риска (категория LC).
Африканский коростель внесён в список международного Соглашения по охране Афро-Евразийских мигрирующих водно-болотных птиц (AEWA), целью которого является сохранение перелётных видов. В Кении птица внесена в список видов, чьё положение близко к уязвимому.